# 陳璧君 (臺灣)
陳璧君（英語：Stacie Pi-chun Chen，10月17日），現任雲林縣文化觀光處處長。

## 簡歷
陳璧君畢業於中國文化大學經濟學系、國立政治大學碩士，現就讀國立雲林科技大學博士班。曾任實踐大學助理教授、誠品生活 AXES 時尚總監、台灣三立電視台時尚總監、香港商壹傳媒副總編輯、東風電視台《流行追蹤》節目製作人、台灣《VOGUE》總編輯特助、STACIE CHEN 品牌創意總監、AIFl 亞洲國際時尚學院院長及資策會創業輔導顧問，並著有《ZFASHION 平價時尚力》及《SNAP BIBLE 時尚街拍聖經》。
2018 年起，陳出任雲林縣政府文化觀光處處長，推動多項文化建設與觀光政策，包括：
- 推動《雲林縣志》編纂計畫，保存地方歷史與文化資料。
- 爭取中央補助新建縣立圖書館，核定經費 3.6 億元。
- 規劃雲林首座美術館，擴充文化設施版圖。
- 建置四大文化觀光園區，結合在地產業與文化觀光。
- 促成雲林獲世界竹組織（WBO）認證為全台唯一「世界竹地標」。
- 創設「雲林創意設計中心（YCDC）」，整合產官學合作，協助青年創業及傳統產業轉型。
- 首創縣府國際獲獎紀錄，奪下國際獎項超過 80 座、國內外合計高達 127 座。
- 獲選百大 MVP 經理人，並於菱傳媒民調中連續三年以超過 50%滿意度居冠。

在其任內，推出「香客轉遊客、遊客變常客」與「上半年瘋女神、下半年瘋男神」等行銷策略，形成特色文化觀光品牌。雲林縣觀光人次突破千萬，為六都以外之首；並獲評為「全台文化力第一（最具文化潛力縣市）」。

## 節目主持
- 2018「FASHION WARD 時尚急診室」
- 2017 Yahoo!奇摩 TV「Stacie's Life Style」
- 2016 Line TV「Stacie's Life Style」
- 2015 LineTV「同樂會」之時尚急診室
- 2015 ELLE TV x KOOKAI

## 著作
| 年份   | 書名                       | 出版社                   | ISBN               |
| ------ | -------------------------- | ------------------------ | ------------------ |
| 2012年 | 《平價時尚力ZFASHION》     | 開企有限公司             | ISBN 9789868827011 |
| 2015年 | 《SNAP BIBLE時尚街拍聖經》 | 帕斯頓數位多媒體有限公司 | ISBN 9789869126120 |

## 外部連結
- 本人facebook:Stacie Chen 陳璧君的Facebook專頁
- 本人Instagram:STACIE CHEN的Instagram帳戶